# HKT48 vs NGT48 さしきた合戦
『HKT48 vs NGT48 さしきた合戦』（エイチケーティーフォーティエイト ブイエス エヌジーティーフォーティエイト さしきたがっせん）は、2016年1月12日（11日深夜）から3月29日（28日深夜）まで日本テレビで放送されていたバラエティ番組である。

## 概要
AKB48グループのHKT48とNGT48のメンバーが、番組が設定した様々なオリジナル競技で対決する。
HKT48の同局深夜番組は『HaKaTa百貨店 3号館』以来およそ1年ぶりで、NGT48は地上波放送では初となるレギュラー冠番組。
番組タイトルの「さしきた」は指原莉乃（HKT48劇場支配人）の「さし」と、北原里英（NGT48キャプテン）の「きた」から引用している。
番組は、放送終了後に日テレオンデマンドおよびHuluで配信される。また、メンバー数人が食事しながらトークする『HKT48×NGT48 食少女』（エイチケーティーフォーティエイト エヌジーティーフォーティエイト たべしょうじょ）が放送され、未公開部分を含む完全版がHuluにおいて限定配信された。

## 出演者
メンバーと所属チームは放送当時のもの。なお、番組中にメンバーの事を下の名前やニックネームで呼んだ際、発言テロップでは強制的に苗字に直されていた（これは「BINGO!」が付く他番組でも同様）
- 指原莉乃 - HKT48代表、MC
- 北原里英 - NGT48代表

- HKT48
  - チームH：神志那結衣、兒玉遥、駒田京伽、坂口理子、田島芽瑠、田中菜津美、田中美久、松岡菜摘、矢吹奈子、若田部遥
  - チームKIV：多田愛佳、熊沢世莉奈、冨吉明日香、朝長美桜、深川舞子、渕上舞、宮脇咲良、村重杏奈、本村碧唯、森保まどか
  - 研究生：今村麻莉愛、松岡はな、村川緋杏、山下エミリー
- NGT48
  - チームNIII：荻野由佳、小熊倫実、柏木由紀、加藤美南、佐藤杏樹、菅原りこ、高倉萌香、太野彩香、中井りか、西潟茉莉奈、長谷川玲奈、本間日陽、村雲颯香、山口真帆、山田野絵
  - 研究生：大滝友梨亜、角ゆりあ、清司麗菜、中村歩加、奈良未遥、西村菜那子、水澤彩佳、宮島亜弥

### その他の出演者
- 矢野武（第3回） - 進行
- 大久保佳代子（オアシズ）（第4回）
- 斉藤慎二（ジャングルポケット）（第5回）
- 辻岡義堂（日本テレビアナウンサー）（第7回、第8回、第10回、第12回） - 進行
- 三四郎（第8回）
- 中野謙吾（日本テレビアナウンサー）（第9回） - 進行
- 吉村崇（平成ノブシコブシ）（第10回）
- 井戸田潤（スピードワゴン）（第11回）

## 放送日程
| 回 | 放送日         | 企画内容                                                 | 勝敗                | 食少女メンバー             |
| -- | -------------- | -------------------------------------------------------- | ------------------- | -------------------------- |
| 1  | 2016年 1月12日 | 初対面のスタッフの名前をちゃんと覚えているのか対決       | HKT48               | 荻野、西潟、清司           |
| 2  | 1月19日        | 外国人が選ぶ!YOUは偽者アイドルだ!                        | HKT48               | 太野、中井、西村           |
| 3  | 1月26日        | HKT48 対 NGT48 体力三番勝負!                             | NGT48               | 田島、田中美、本村         |
| 4  | 2月2日         | 自慢の特技を見せます! コスプレ発表会                     | NGT48               | 田中菜、熊沢、深川         |
| 5  | 2月9日         | 超どアップ! さしきた顔面アカデミー賞                     | HKT48               | 村雲、山口、奈良           |
| 6  | 2月16日        | 家族にこっそり聞いちゃいました!クイズ!娘のここがイヤッ!! | NGT48               | 松岡菜、若田部、今村、村川 |
| 7  | 2月23日        | ここ1番で輝け!プレッシャーバトル                         | HKT48               | 高倉、本間、宮島           |
| 8  | 3月1日         | 息切れカワイイ選手権                                     | NGT48               | 駒田、坂口、冨吉           |
| 9  | 3月8日         | ドボンはダメよ♪ さしきたブラックジャック                 | HKT48               | 小熊、菅原、角             |
| 10 | 3月15日        | はじめてのスーパーファミコン対決                         | HKT48               | 宮脇、村重                 |
| 11 | 3月22日        | HKT48 vs NGT48 ドッキリで時間が止まる魔法対決            | NGT48               | 兒玉、加藤、山田野         |
| 12 | 3月29日        | 最終回だよ!さしきたコロシアム                            | HKT48 1勝 NGT48 2勝 | 指原、北原                 |

## スタッフ
- 企画プロデュース：秋元康
- ナレーター：中井和哉
- 構成：三田卓人、大井洋一、渡辺陽介、石田ケント
- 演出：藤井良記
- コンテンツプロデューサー：毛利忍
- プロデューサー：井原亮子、齋藤匠、渡邊崇士
- 統括プロデューサー：中村博行
- チーフプロデューサー：糸井聖一
- 制作協力：acro
- 企画制作：日本テレビ
- 製作著作：「さしきた合戦」製作委員会

## ネット局
| 放送対象地域 | 放送局     | 系列           | 放送日時                     | 放送期間                | 備考       |
| ------------ | ---------- | -------------- | ---------------------------- | ----------------------- | ---------- |
| 関東広域圏   | 日本テレビ | 日本テレビ系列 | 火曜 1:29 - 1:59（月曜深夜） | 2016年1月12日 - 3月29日 | 制作局     |
| 新潟県       | テレビ新潟 | 日本テレビ系列 | 水曜 1:29 - 1:59（火曜深夜） | 2016年3月9日 - 5月25日  | 遅れネット |

## Blu-ray・DVD
- HKT48 vs NGT48 さしきた合戦 Blu-ray BOX（2016年12月2日、バップ、VPXF-71467）
- HKT48 vs NGT48 さしきた合戦 DVD-BOX（2016年12月2日、バップ、VPBF-14532）

### 収録内容
本編（Blu-ray BOX）
- Disc.1
  - #1 - #6
- Disc.2
  - #7 - #12

本編（DVD-BOX）
- Disc.1
  - #1 - #4
- Disc.2
  - #5 - #8
- Disc.3
  - #9 - #12

Blu-ray BOX：Disc.3、DVD-BOX：Disc.4（Blu-ray・DVD BOX 共通 特典Disc）
1. メイキング映像
2. 未公開映像
3. 勝者グループご褒美パーティー
4. 敗者グループ反省会

Blu-ray BOX：Disc.4（Blu-ray BOX 限定 特典Disc）
1. 「HKT48×NGT48 食少女」完全版 全12回